# Плацак, Петр
Петр Плацак (чеш. Petr Placák; родился 8 января 1964 в Праге) — чешский писатель
, поэт, историк и публицист.

## Биография
Получив специальность механика, сменил несколько рабочих профессий. В 1985 поступил в Чешский технический университет, откуда был по политическим причинам исключен. Был одной из ключевых фигур чешского литературного андеграунда, публиковался в самиздате, организовал множество антикоммунистических демонстраций. В 1988 основал с друзьями независимую инициативу «Чешские дети», издавал её самиздатовский бюллетень «Корона». 
В июне 1989, будучи участником движения против вырубки лесов, Петр Плацак подвергся похищению и избиению со стороны агентов госбезопасности во главе с Антонином Прхалом-младшим, сыном организатора репрессий 1940—1950-х Антонина Прхала. В 2012 Прхал-младший был приговорён за эту акцию к полутора годам тюрьмы.
После Бархатной революции работал в Независимом пресс-центре, затем в еженедельнике «Респект», «Бесцензурной газете», «Чешском ежедневнике», «Чешском еженедельнике» и газете «Лидове новины». С 1995 является редактором студенческого политико-культурного ежемесячника «Вавилон», с 2001 — главным редактором одноименного издательства. В 1992-2000 изучал историю на философском факультете Карлова университета.
В 1990—1992 был одним из руководителей «Чешской Короны» (монархической партии Чехии, Моравии и Силезии). Является автором петиции «С коммунистами не разговаривают» (9 июля 2003), появившейся в связи с усилением роли Коммунистической партия Чехии и Моравии в политической жизни страны.
Живёт в Праге, в настоящий момент является сотрудником правительственного ведомства в качестве редактора правительственного информационного портала о ЕС Euroskop.cz.

## Произведения
- Дебютировал романом «Медорек» (издана в 1985 в самиздате, в 1990 в издательстве «Лидове новины»), за который получил премию Йиржи Ортена.
- Поэтический сборник «Огромное заснеженное кладбище» (в 1987 издал самиздате под псевдонимом Петр Змрзлик (чеш. Petr Zmrzlík).
- Сборник рассказов «По дороге приключений» (2001, изд. Вавилон)
- «Кадровая анкета» (2001, изд. Вавилон) — ответы двенадцати чешских поэтов (в т.ч. Эгона Бонди, Вита Кремлички, И.М. Йироуса, Вратислава Брабенца, Ивана Верниша) на вопросы об их личной жизни.
- Исторический труд «Святовацлавское тысячелетие - Чехи, немцы и словаки в 1929» (2002, изд. Вавилон), посвященный празднованию тысячелетия мученической кончины св.Вячеслава в 1929. Рассматривается история организации торжеств и их восприятие в разных социальных, политических и национальных кругах.
- Документальное эссе-мемуары «Стукач» (чеш. Fízl, 2007, изд. Торст), основанное на материалах слежки за Плацаком из архивов МВД ЧССР.